# Adrian Stähli (Archäologe)
Adrian Stähli (* 1962) ist ein Schweizerischer Klassischer Archäologe.
Adrian Stähli studierte zwischen 1981 und 1985 Klassische Archäologie, Kunstgeschichte und Philosophie an der Universität Bern, unterbrochen von einem Aufenthalt 1983/84 an der FU Berlin, wo er zudem von 1985 bis 1992 sein Studium beendete. 1988 machte er in Berlin seinen Masterabschluss. Nach der Promotion bei Adolf Borbein und Henning Wrede mit einer Arbeit zum Thema Die Verweigerung der Lüste, erotische Gruppen in der antiken Plastik zum Dr. phil. an der FU Berlin 1996 erfolgte 2003 die Habilitation an der Universität Zürich. 2009 war er Inhaber des Getty Villa Visiting Scholar fellowship. 2011 wurde er Professor an der Harvard University.
Stählis Forschungen umfassen nahezu den gesamten Zeitraum der antiken griechisch-römischen Kultur von der geometrischen Zeit bis in die Römische Kaiserzeit. 

## Schriften (Auswahl)
- Die Berner Abguss-Sammlung. Bern 1985, ISBN 3-905046-14-8.
- Die Verweigerung der Lüste. Erotische Gruppen in der antiken Plastik. Berlin 1999, ISBN 3-496-01195-5.
- mit Klaus Junker (Hrsg.): Original und Kopie. Formen und Konzepte der Nachahmung in der antiken Kunst. Akten des Kolloquiums in Berlin 17.–19. Februar 2005. Wiesbaden 2008, ISBN 978-3-89500-629-6.
- mit Tomas Lochman, Thomas Späth (Hrsg.): Antike im Kino. Auf dem Weg zu einer Kulturgeschichte des Antikenfilms. Skulpturhalle Basel, Basel 2008.
- mit Stefan Schmidt (Hrsg.): Vasenbilder im Kulturtransfer. Zirkulation und Rezeption griechischer Keramik im Mittelmeerraum. (= Beihefte zum Corpus Vasorum Antiquorum Deutschland, Band 5), Wiesbaden 2008, ISBN 978-3-406-62567-1.